# Дегенек, Милош
Милош Дегенек (англ. Milos Degenek; 28 апреля 1994, Книн, Хорватия) — австралийский футболист сербского происхождения, защитник клуба «Црвена звезда» и сборной Австралии. Участник чемпионатов мира 2018 и 2022.
Денег родился в Книне. В 1999 году спасаясь от Косовской войны он вместе с родителями иммигрировал в Австралию.

## Клубная карьера

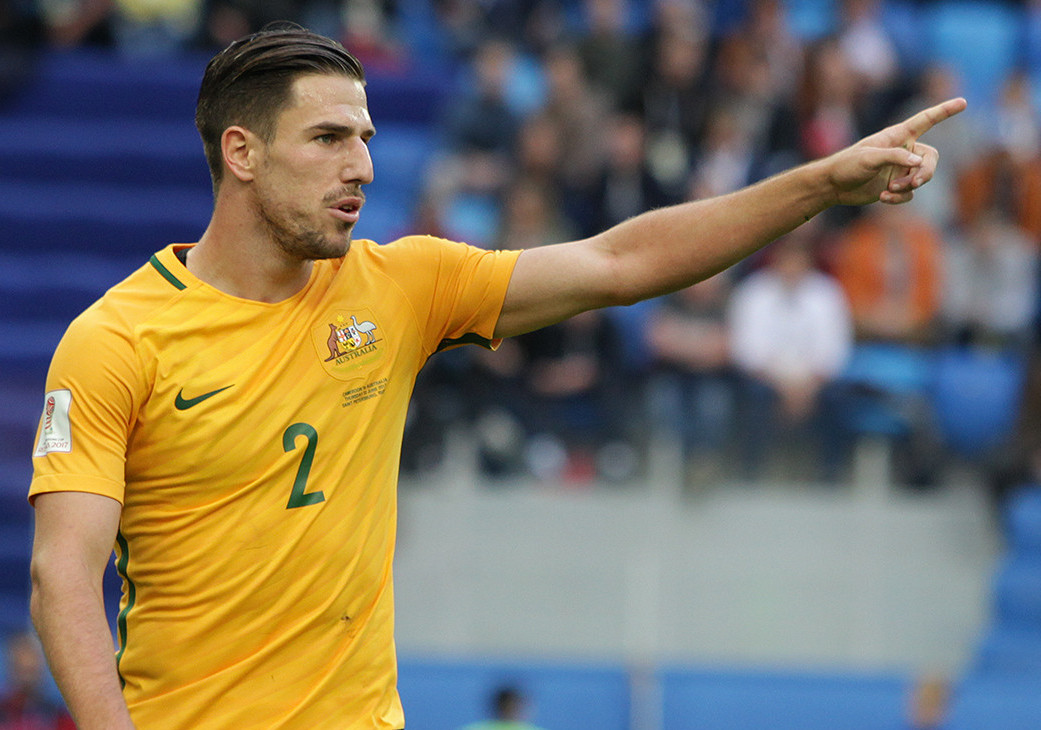
Дегенек в составе сборной Австралии

Дегенек начал заниматься футболом в Австралийском спортивном институте. В 2012 году Милош был замечен скаутами немецкого клуба «Штутгарт» и приглашён в команду. 26 июля 2013 года в матче против «Дармштадт 98» он дебютировал в Третьей лиге Германии. Летом 2015 года Дегенек перешёл в «Мюнхен 1860», подписав двухлетний контракт. 26 июля в матче против «Ханденхайма» он дебютировал во Второй Бундеслиге. 19 сентября в поединке против «Кайзерслаутерна» Милош забил свой первый гол за «Миюнхен 1860».
В начале 2017 года Дегенек подписал контракт с японским «Иокогама Ф. Маринос». 25 февраля в матче против «Урава Ред Даймондс» он дебютировал в J-лиге. 21 апреля 2018 года в поединке против «Сёнан Бельмаре» Милош забил свой первый гол за «Йокогаму Маринос».
Летом 2018 года Дегенек перешёл в «Црвену звезду». 20 июля в матче против враненского «Динамо» он дебютировал в сербской Суперлиге. В начале 2019 года Дегенек перешёл в саудовский «Аль-Хиляль». 4 февраля в матче против «Аль-Фатеха» он дебютировал в Про-лиге. Летом того же года Дегенек вернулся в «Црвену звезду». 25 сентября в поединке против «Вождоваца» Милош забил свой первый гол за клуб.
24 января 2022 года Дегенек на правах свободного агента присоединился к клубу MLS «Коламбус Крю», подписав контракт до конца сезона 2023 с опциями продления на сезоны 2024 и 2025. В североамериканской лиге он дебютировал 26 февраля в матче стартового тура сезона 2022 против «Ванкувер Уайткэпс».
24 июля 2023 года Дегенек вновь вернулся в «Црвену звезду» за нераскрытую сумму, подписав двухлетний контракт с опцией продления ещё на один год.

## Международная карьера
В 2011 году в составе юношеской сборной Австралии Дегенек принял участие в юношеском чемпионате мира в Мексике. На турнире он сыграл в матчах против сборных Кот-д’Ивуара и Бразилии. В 2012 году Милош принял приглашение выступать за юношескую сборную Сербии.
27 мая 2016 года в товарищеском матче против сборной Англии Дегенек дебютировал за сборную Австралии.
В 2017 году Дегенек принял участие в Кубке конфедераций в России. На турнире он сыграл в матчах против команд Германии и Камеруна.
В 2018 году Дегенек принял участие в чемпионате мира в России. На турнире он был запасным и на поле не вышел.
В 2019 году Дегенек был включён в состав сборной на Кубок Азии в ОАЭ. На турнире он сыграл в матчах против команд Иордании, Палестины, Сирии, Узбекистан и ОАЭ.
Дегенек был включён в состав сборной на чемпионат мира 2022 в Катаре.